# Giro del Belvedere
O Giro del Belvedere (oficialmente: Giro Belvedere di Villa di Cordignano) é uma competição de ciclismo de um dia italiana disputada em Cordignano e seus arredores, na Província de Treviso em Veneza.
Começou como amador começando a ser profissional desde a criação dos Circuitos Continentais da UCI em 2005 fazendo parte do UCI Europe Tour, dentro da categoria 1.2 (última categoria do profissionalismo) requalificandose 1.2U (última categoria do profissionalismo limitada a corredores sub-23) desde 2008.

## Palmarés
Em amarelo: edição amador.
| Ano       | Ganhador              | Segundo           | Terceiro           |
| --------- | --------------------- | ----------------- | ------------------ |
| 1923      | Alfonso Piccin        |                   |                    |
| 1924-1951 | Não se disputou       | Não se disputou   | Não se disputou    |
| 1952      | Vito Favero           |                   |                    |
| 1953-1958 | Não se disputou       | Não se disputou   | Não se disputou    |
| 1959      | Claudio Zanchetta     |                   |                    |
| 1960      | Antonio Dal Cin       |                   |                    |
| 1961      | Claudio Zanchetta     |                   |                    |
| 1962      | Giorgio Gobessi       |                   |                    |
| 1963      | Mario Zanin           |                   |                    |
| 1964      | Gianfranco Gallon     |                   |                    |
| 1965      | Ezio Piccoli          |                   |                    |
| 1966      | Silvano Riccato       |                   |                    |
| 1967      | Dino Pulze            |                   |                    |
| 1968      | Lucillo Lievore       |                   |                    |
| 1969      | Mosè Segato           |                   |                    |
| 1970      | Flavio Martini        |                   |                    |
| 1971      | Alessio Peccolo       |                   |                    |
| 1972      | Natalino Bonan        |                   |                    |
| 1973      | Mosè Segato           |                   |                    |
| 1974      | Flavio Martini        |                   |                    |
| 1975      | Adriano Brunello      |                   |                    |
| 1976      | Tullio Bertacco       |                   |                    |
| 1977      | Gastone Martini       |                   |                    |
| 1978      | Gianni Biason         |                   |                    |
| 1979      | Giovanni Renosto      |                   |                    |
| 1980      | Gianni Giacomini      |                   |                    |
| 1981      | Claudio Argentin      |                   |                    |
| 1982      | Massimo Favarretto    |                   |                    |
| 1983      | Silvio Martinello     |                   |                    |
| 1984      | Renato Piccolo        |                   |                    |
| 1985      | Ludek Styks           |                   |                    |
| 1986      | Maurizio Fondriest    | Jure Pavlič       |                    |
| 1987      | Federico Savoia       |                   |                    |
| 1988      | Flavio Milan          |                   |                    |
| 1989      | Lars Wahlqvist        |                   |                    |
| 1990      | Ivan Gotti            |                   |                    |
| 1991      | Carlo Benigni         |                   |                    |
| 1992      | Marco Artunghi        |                   |                    |
| 1993      | Alessandro Bertolini  |                   |                    |
| 1994      | Alessandro Baronti    |                   |                    |
| 1995      | Biagio Conte          |                   |                    |
| 1996      | Gorazd Stangelj       |                   |                    |
| 1997      | Emanuele Lupi         |                   |                    |
| 1998      | Pietro Caucchioli     |                   |                    |
| 1999      | Aleksander Parfimovic |                   |                    |
| 2000      | Giampaolo Caruso      |                   |                    |
| 2001      | Yaroslav Popovych     |                   |                    |
| 2002      | Devid Garbelli        |                   |                    |
| 2003      | Alexandre Bazhenov    |                   |                    |
| 2004      | Claudio Corioni       |                   |                    |
| 2005      | Gianluca Coletta      |                   |                    |
| 2006      | Fabrizio Galeazzi     |                   |                    |
| 2007      | Simone Stortoni       | Hrvoje Miholjević | Matija Kvasina     |
| 2008      | Davide Malacarne      | Matteo Collodel   | Pierpaolo De Negri |
| 2009      | Sacha Modolo          | Nicola Boem       | Matteo Collodel    |
| 2010      | Siarhei Papok         | Angelo Pagani     | Luca Benedetti     |
| 2011      | Nicola Boem           | Salvatore Puccio  | Enrico Battaglin   |
| 2012      | Daniele Dall'Oste     | Enrico Barbin     | Stanislau Bazhkou  |
| 2013      | Stefan Küng           | Silvio Herklotz   | Mitchell Mulhern   |
| 2014      | Simone Andreetta      | Silvio Herklotz   | Luca Chirico       |
| 2015      | Andrea Vendrame       | Gregor Mühlberger | Geoffrey Curran    |
| 2016      | Patrick Müller        | Nicola Bagioli    | Josip Rumac        |
| 2017      | Alexandr Riabushenko  | Lucas Hamilton    | Matteo Fabbro      |
| 2018      | Robert Stannard       | Cristian Scaroni  | Matteo Sobrero     |
| 2019      | Samuele Battistella   | Giovanni Aleotti  | Matteo Sobrero     |

## Palmarés por países
| País         | Vitórias |
| ------------ | -------- |
| Itália       | 52       |
| Rússia       | 2        |
| Suíça        | 2        |
| Bielorrússia | 2        |
| Chéquia      | 1        |
| Suécia       | 1        |
| Eslovênia    | 1        |
| Ucrânia      | 1        |
| Austrália    | 1        |